# Línea 9 (EMT Málaga)
La Línea 9 de la Empresa Malagueña de Transportes (EMT) es una línea de autobús urbano de la ciudad de Málaga que conecta Churriana (por calle Maestro Vert) con el centro de Málaga. 

## Características
La línea 9 es una línea trasversal que conecta el distrito de Churriana con la Alameda Principal, en pleno centro de Málaga. Al contrario que la línea 10, la línea 9 da servicio a Churriana con una conexión mucho más directa. Es también utilizada como alternativa para alcanzar el centro desde la Carretera de Cádiz, en un plazo de tiempo menor que el que tardan otras líneas como la línea 3. Es junto a la línea 5 y a la línea 10, la única línea que da servicio al distrito de Churriana.  
La línea 9 original nace a finales de los años 1960 y era concesión de Antonio Jaime, realizaba servicio como «Nueva Málaga – Alameda», enlazando también otros barrios con el centro como Gamarra o La Trinidad. En 1982 la EMT recuperó la concesión de la línea. En 2004, la línea desapareció junto a la línea 5 y a la línea 13 debido a la creación de las líneas circulares. La nomenclatura de la línea 9 estuvo en desuso desde entonces hasta su recuperación en 2010. 
El transporte urbano a Churriana, al igual que a Campanillas, siempre ha sido objeto de pugna por parte de la EMT con sus principales competidoras en la Costa del Sol, Olmedo y Portillo. Hasta 2010, la actual línea 9 operaba bajo la denominación de M-111 del del Consorcio de Transporte Metropolitano del Área de Málaga realizada por la operadora Portillo y se encargaba de facilitar una conexión directa con Churriana y el centro. Tras un acuerdo por parte de ambas empresas, la línea pasó de ser una línea interurbana a ser una línea urbana, operada conjuntamente por la EMT y por Portillo. 

### Frecuencias
| de lunes a viernes laborables |           |
| de 6:30 a 23:00               | 15-10 min |
| sábados laborables            |           |
| de 6:30 a 23:00               | 15-10 min |
| domingos y festivos           |           |
| de 6:30 a 23:00               | c. 40 min |

### Material asignado
La línea funciona con dos autobuses los días laborables y los sábados hasta las 19:20 horas. El vehículo operado por parte de Portillo es un Sunsundegui Astral Low-Entry de doce metros, motorizado por Volvo B7R. Por parte de la EMT, los autobuses habituales en la línea son Irisbus Citelis carrozados por Hispano, IV. IRIBUS CITELIS 12 E, IV. IRISBUS URBANWAY A y MAN LION´S CITY E. 

## Recorrido y paradas

### Sentido Alameda Principal
La cabecera de la línea se encuentra situada en la plaza Lola Flores, al norte de Churriana. 
Baja el Camino de la Huertecilla hasta la Plaza de la Inmaculada, desde donde vuelve otra vez a tomar la dirección que dejó en el Camino de la Huertecilla y entra por la calle de la Vega. Sigue recto por calle Monsálvez, que desemboca de nuevo en el centro de salud del barrio. Llega hasta la carretera de Coín pasando por las calles Enrique Van Dulken y Periodista Juan Antonio Rando. Desciende por la vía citada hasta el cruce de Churriana, donde en la rotonda gira a la derecha para tomar la avenida de Velázquez sentido Centro. Luego, en la siguiente rotonda gira a la izquierda, tomando la carretera de Cádiz. Sigue recto toda esta avenida hasta llegar a la avenida de la Paloma, donde gira primero a la derecha y luego a la izquierda para tomar la avenida de Sor Teresa Prat. En Huelin, sigue por calle la Hoz y por calle Ayala. Al final de ésta, continúa recto por calle Salitre. Al final de la calle, gira a la derecha por el Pasillo del Matadero. Atraviesa el nuevo puente del Carmen y el Muelle Heredia para girar hacia calle Córdoba.
Finalmente la línea termina en calle Córdoba, a escasos metros del cruce con la Alameda Principal. 
| Código | Parada                                        | Común con            | Otras conexiones |
| ------ | --------------------------------------------- | -------------------- | ---------------- |
| 1035   | PLAZA LOLA FLORES                             | 10                   |                  |
| 1064   | Cmno. de la Huertecilla – La Noria            | 10                   |                  |
| 1065   | Cmno. de la Huertecilla – Paredones           | 10                   |                  |
| 1066   | Plaza de la Inmaculada                        | 10 C8                |                  |
| 1083   | Monsálvez                                     |                      |                  |
| 1084   | Enrique Van Dulken – Centro de Salud          |                      |                  |
| 1085   | Periodista J. A. Rando                        |                      |                  |
| 1071   | Ctra. de Coín – Lourdes                       | 5 10                 |                  |
| 1072   | Ctra. de Coín – La Casita de Madera           | 5 10                 |                  |
| 1073   | Ctra. de Coín – Los Paseros                   | 5 10                 |                  |
| 1081   | Av. de Velázquez – Base Aérea                 | 10                   |                  |
| 1086   | Av. de Velázquez – Aeropuerto                 | 10                   |                  |
| 1058   | Av. de Velázquez – Villa Rosa                 | 5 10 A               |                  |
| 1059   | Av. de Velázquez – Canal Sur                  | 5 10                 |                  |
| 1061   | Av. de Velázquez – La Concha                  | 5 10 A               |                  |
| 1063   | Av. de Velázquez – Puerta Blanca              | 5 10 31 A            | Puerta Blanca    |
| 353    | Av. de Velázquez – Los Guindos                | 3 5 10 22 27 31 N1   |                  |
| 354    | Av. de Velázquez – Bda. La Paz                | 3 5 10 22 27 31 A N1 | La Luz-La Paz    |
| 355    | Av. de Velázquez – Vistafranca                | 3 5 10 22 27 31 N1   |                  |
| 356    | Av. de Velázquez – El Torcal                  | 3 5 10 22 27 31 N1   | El Torcal        |
| 357    | Av. de la Paloma – Bda. Girón                 | 1 3 5 10 27 31 N1    |                  |
| 1259   | La Hoz – Mercado de Huelin                    | 1 3 5 7 10 27 A N1   | M-110 M-113      |
| 360    | Ayala – Jardín de la Abadía                   | 1 3 5 7 10 27 N1     | M-110 M-113      |
| 361    | Ayala – Iglesia                               | 1 3 5 7 10 27 N1     |                  |
| 362    | Ayala – Los Arcos                             | 1 3 5 7 10 27 A N1   | M-110 M-113      |
| 368    | Salitre – Jacinto Verdaguer                   | 1 3 5 7 10 C2 N1     |                  |
| 364    | Salitre – Pasillo del Matadero                | 1 3 5 7 10 C2 N1     |                  |
| 462    | Av. Antonio Machado – Nuevo Puente del Carmen | 5 7 10 20 27 40      |                  |
| 3602   | CÓRDOBA                                       | 5 10 36              | Atarazanas       |

### Sentido Churriana
La línea comienza su recorrido desde calle Córdoba, en el centro de Málaga, a escasos metros de la esquina con la Alameda Principal.
Desde ahí, toma esta vía en sentido oeste hacia la avenida de Andalucía, donde se incorpora hacia la izquierda rodeando el edificio de Hacienda para acceder a calle Cuarteles. Por calle Cuarteles, continúa hacia la misma dirección por calle Héroe de Sostoa, recorriéndola entera. Luego, sigue por avenida de Velázquez, parando en los barrios de Torcal, Vistafranca, La Luz, La Paz, Puerta Blanca, Belén y Azucarera. Pasa por Mare Nostrum, Villa Rosa e Ikea y se desvía hacia Churriana. En la incorporación, accede al carril de servicio de la Carretera de Coín, que sigue hasta la altura de la rotonda del Polígono Industrial El Álamo, donde gira a la derecha hacia la calle Escritor Julio Balbas. Al final de la calle, da un giro suave hacia la izquierda para tomar la calle Enrique Van Dulken, hasta el centro de salud de Churriana. Cuando llega a este, gira a la izquierda por la calle Maestro Vert. Cuando llega al final de ésta, gira hacia la derecha por la calle Torremolinos, para luego entrar a calle Teresa Blasco. Tras pasar el mercado, continúa por Camino Nuevo y Camino del Retiro para llegar a la barriada de Los Jazmines. Después de recorrer toda la calle Decano Eduardo Palanca, llega hasta el cruce con la Carretera de Álora, para entrar de nuevo a Churriana por calle Caliza hacia el barrio de Las Pedrizas. Al final de la calle, sigue por calle La Carolina hasta llegar al Camino de la Huertecilla.
La cabecera se encuentra en la plaza Lola Flores, en Churriana. 
| Código | Parada                                | Común con            | Otras conexiones              |
| ------ | ------------------------------------- | -------------------- | ----------------------------- |
| 3602   | CÓRDOBA                               | 5 10 36              | Atarazanas                    |
| 305    | Av. de Andalucía – Hacienda           | 1 3 5 10 C1 N1       |                               |
| 306    | Cuarteles – Perchel                   | 1 3 5 10 91 C1 N1    | Málaga-Centro-Alameda         |
| 308    | Héroe de Sostoa – Estación            | 1 3 5 10 N1          | Intercambiador María Zambrano |
| 309    | Héroe de Sostoa – La Isla             | 1 3 5 7 10 27 N1     | La Isla                       |
| 310    | Héroe de Sostoa – Jardín de la Abadía | 1 3 5 7 10 27 N1     | M-110 M-113                   |
| 312    | Héroe de Sostoa – Obras Públicas      | 1 3 5 7 10 27 A N1   | Princesa-Huelin               |
| 313    | Héroe de Sostoa – Bda. Girón          | 3 5 10 22 27 31 N1   |                               |
| 314    | Av. de Velázquez – Bda. El Torcal     | 3 5 10 22 27 31 N1   | El Torcal                     |
| 315    | Av. de Velázquez – Vistafranca        | 3 5 10 22 27 31 N1   | M-110 M-113                   |
| 316    | Av. de Velázquez – Bda. La Luz        | 3 5 10 22 27 31 A N1 | La Luz-La Paz                 |
| 317    | Av. de Velázquez – Bda. Belén         | 3 5 10 22 31 N1      |                               |
| 1002   | Av. de Velázquez – Puerta Blanca      | 5 10 31 A N1         | Puerta Blanca                 |
| 1003   | Av. de Velázquez – Azucarera          | 5 10 A               |                               |
| 1005   | Av. de Velázquez – Villa Rosa         | 5 10 A               |                               |
| 1045   | Av. de Velázquez – Aeropuerto         | 10                   |                               |
| 1039   | Av. de Velázquez – Base Aérea         | 10                   |                               |
| 1022   | Ctra. de Coín – Los Paseros           | 5 10                 |                               |
| 1023   | Ctra. de Coín – Centro Comercial      | 5 10                 |                               |
| 1024   | Ctra. de Coín – P.I. El Álamo         | 5 10                 |                               |
| 1044   | Julio Balbas                          | C8                   |                               |
| 1040   | Maestro Vert – Centro de Salud        | C8                   |                               |
| 1041   | Maestro Vert                          | C8                   |                               |
| 1028   | Teresa Blanco – Mercado               | 10 C8                |                               |
| 1029   | Cmno. del Retiro – La Tosca           | 10                   |                               |
| 1030   | Cmno. del Retiro – Cementerio         | 10                   |                               |
| 1031   | Eduardo Palanca – Los Jazmines        | 10                   |                               |
| 1032   | Caliza – Calle Jaspe                  | 10                   |                               |
| 1033   | Caliza – Las Pedrizas                 | 10                   |                               |
| 1034   | La Carolina – La Noria                | 10                   |                               |
| 1035   | PLAZA LOLA FLORES                     | 10                   |                               |

## Servicios especiales

### Feria
Durante la Feria de Málaga, la línea 9 de la EMT, a partir de las 20:00 de la tarde pasa a realizar servicio como «Churriana – Feria», conectando directamente al distrito de Churriana con el Cortijo de Torres.

### Semana Santa
En Semana Santa y con motivo del cierre al tráfico del eje Alameda Principal–Paseo del Parque debido a los desfiles procesionales, la línea 9 traslada su cabecera de calle Córdoba al Muelle Heredia. Así mismo, se amplía le horario de la línea hasta las 3:15 de la mañana.